# Pandémie de Covid-19 aux Émirats arabes unis
La pandémie de Covid-19 aux Émirats arabes unis démarre officiellement le 29 janvier 2020. À la date du 30 octobre 2022, le bilan est de 2 348 morts.

## Statistiques

Nombre de cas et de décès aux Émirats arabes unis depuis le début de l'épidémie.

## Conséquences
A la suite des mesures de confinement à l'internationale, le pays engrange une chute importante du tourisme. De nombreux immigrés travaillant dans les métiers du tourisme sont licenciés et priés de retourner dans leur pays sous un délai de quatre semaines. Au-delà de ce délai, ils se verront infliger une amende de 2500€.